# Delisea
Delisea J.V. Lamouroux in Léman, 1819  é o nome botânico de um gênero de algas vermelhas pluricelulares da família Bonnemaisoniaceae.

## Sinonímia
- Bowiesia Greville, 1830
- Calocladia Greville, 1836

## Espécies
Atualmente 6 espécies são consideradas taxonomicamente válidas;
- Delisea compressa Levring, 1955
- Delisea elegans J.V. Lamouroux, 1819
- Delisea flaccida (Suhr) Papenfuss, 1940
- Delisea hypneoides Harvey, 1859
- Delisea plumosa Levring, 1955
- Delisea pulchra (Greville) Montagne, 1844